# Wysokie Mazowieckie (gmina wiejska)
Wysokie Mazowieckie (do 1919 gmina Mazowieck) – gmina wiejska w województwie podlaskim, w powiecie wysokomazowieckim.
Siedziba gminy to Wysokie Mazowieckie.
Według danych z 30 czerwca 2004 gminę zamieszkiwało 5318 osób, a w 2010 było już 5183 osoby.

## Położenie
W latach 1975–1998 gmina wchodziła w skład województwa łomżyńskiego. 

Gmina Wysokie Mazowieckie położona jest w granicach Wysoczyzny Wysokomazowieckiej. Od strony północnej wysoczyzna graniczy z Kotliną Biebrzańską, od strony wschodniej z Doliną Górnej Narwi. Od strony południowej granicę obszaru wyznacza dolina rzeki Bug, a od strony zachodniej Międzyrzecze Łomżyńskie z wałem Czerwonego Boru.

Gmina znajduje się w centralnej części powiatu wysokomazowieckiego. Zajmuje obszar w południowo-zachodniej części województwa Podlaskiego, leży na terenie Zielonych Płuc Polski.
Z obszarem opisywanej gminy sąsiaduje miasto Wysokie Mazowieckie. Od północnego zachodu graniczy z gminą Kołaki Kościelne, od północy z gminą Kulesze Kościelne, od północnego wschodu z gminą Sokoły, od południowego wschodu z gminą Nowe Piekuty, od południa z gminą Szepietowo, od południowego zachodu z gminą Czyżew i od zachodu z gminą Zambrów.

## Historia
Nie jest znany fakt powstania osady, która dała początek późniejszemu miastu Wysokie Mazowieckie. Pewnym jest, że kiedy powstawało państwo Piastów, nie było tu siedzib Jaćwingów, zajmujących tereny na północ od Biebrzy.
W początkach polskiej państwowości było to pogranicze Mazowsza z Rusią, a później Polski i Litwy. Najaktywniej o te tereny rywalizowali książęta mazowieccy, którym w okresie od X do XIII w. udało się stworzyć na tym terenie organizację grodową i przyporządkować te ziemie. Dzisiejsi mieszkańcy tej ziemi są potomkami drobnej szlachty mazowieckiej, która osiedliła tu za czasów Księstwa Mazowieckiego.
Dzięki Mazowieckim osadnikom powstały pierwsze osady na tych terenach. Jedną z nich była osada Wysokie. Nazwa Wysokie ma pochodzenie topograficzne i wiąże się z rzeźbą terenu. Pierwotnie osadę wzniesiono po prawej stronie rzeki Brok na wysoczyźnie, która w tej okolicy wznosi się ok. 150 m n.p.m. Jest to osada dawnej ziemi drohickiej leżącej w kasztelanii święckiej, której ślady pozostały do dziś w postaci grodziska w Święcku Strumiany.
W 1464 r. Kazimierz IV Jagiellończyk założył osadę Wysokie, natomiast w 1492 r. osadził miasto Wysokie na czynszu. Książę Aleksander aktem z dnia 11 września 1494 r. określił granicę nowo założonego miasta i nadał wójtostwo Janjowi Hińczy. W 1503 r. ten sam Aleksander, już jako król, wydał w Wilnie przywileje, na mocy których miasto otrzymało prawa magdeburskie. Następstwem czego był szybki rozwój miasta, które w XVI w. stało się jednym z najważniejszych ośrodków miejskich na Podlasiu.

## Struktura powierzchni
Według danych z roku 2002 gmina Wysokie Mazowieckie ma obszar 166,11 km², w tym:
- użytki rolne: 72%
- użytki leśne: 23%

Gmina stanowi 12,96% powierzchni powiatu.

## Infrastruktura

### Komunikacja drogowa
Gmina posiada stosunkowo dogodne położenie przy głównych trasach komunikacyjnych. 

Przez teren gminy przebiegają drogi:
- Krajowa 66 Zambrów – Wysokie Mazowieckie – Bielsk Podlaski,
- Wojewódzka 678 Wysokie Mazowieckie – Sokoły – Białystok,
- Powiatowe[9].

### Komunikacja kolejowa
Ważnym czynnikiem komunikacyjnym w gminie jest bliskie sąsiedztwo linii kolejowej w Szepietowie relacji Warszawa – Białystok. 

Linia kolejowa znajduje się w niedużej odległości od miast (ok. 6 km), co zapewnia dobrą dostępność do transportu kolejowego i drogowego.

### Elektroenergetyka
W gminie zapotrzebowanie na energię elektryczną jest całkowicie zaspokajane. Przez obszar gminy przebiegają napowietrzne linie energetyczne 110 kV krajowego systemu sieci WN.

### Gazyfikacja
Od 1999 r. realizowany jest rozwój gazyfikacji gminy.
Przez teren gminy przebiega gazociąg wysokiego ciśnienia relacji Białystok – Łapy – Wyszków.

## Demografia

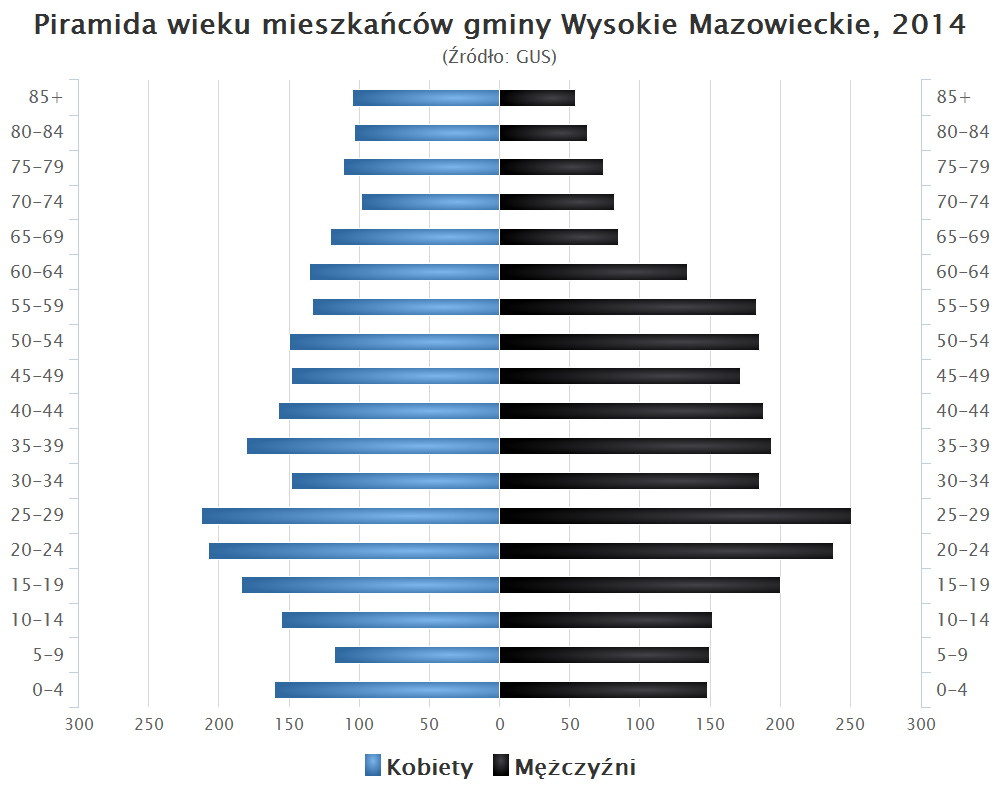
Piramida wieku mieszkańców gminy Wysokie Mazowieckie w 2014 roku

Dane z 30 czerwca 2004:
| Opis                              | Ogółem | Ogółem | Kobiety | Kobiety | Mężczyźni | Mężczyźni |
| --------------------------------- | ------ | ------ | ------- | ------- | --------- | --------- |
| jednostka                         | osób   | %      | osób    | %       | osób      | %         |
| populacja                         | 5318   | 100    | 2607    | 49      | 2711      | 51        |
| gęstość zaludnienia (mieszk./km²) | 32     | 32     | 15,7    | 15,7    | 16,3      | 16,3      |

## Wójtowie
Wójtowie pracujący w gminie (od roku 1886):
- Józef Kulesza (1886–1888)
- Bronisław Moczydłowski (1894–1904, 1895)
- Ignacy Pruszyński (1906)
- Tomasz Czarnowski (1912)
- Aleksander Kaczyński  (1910?, 1914)
- Feliks Gołaszewski (1914)[10].
- Józef Mystkowski (od 1.04.1928,1931)
- Wiktor Grodzki (17.03.1939)
- Władysław Siennicki (26.09.1945)
- Władysław Sadowski (10.05.1947)[11].
- Aleksander Łapiński (01.01.1948)[12].

## Naczelnicy
Naczelnicy pracujący wspólnie miasto-gmina (od roku 1976):
- Witalis Wnorowski (1976)
- Stanisław Żebrowski (1978)
- Józef Chrzanowski (1981–1988)
- Józef Szepietowski (1989)
- Marek Skarżyński (1990)

## Wójtowie
Wójtowie gminy (od roku 1992):
- Kazimierz Włostowski (1992–1995)
- Henryk Wyszyński (1995–2010)
- Krzysztof Krajewski (od 2010)[13].

## Miejscowości
Brok, Bryki, Brzóski Brzezińskie, Brzóski-Falki, Brzóski-Gromki, Brzóski-Markowizna, Brzóski Stare, Brzóski-Tatary, Buczyno-Mikosy, Bujny-Biszewo, Dąbrowa-Dzięciel, Faszcze, Gołasze-Górki, Gołasze-Puszcza, Jabłonka Kościelna, Jabłonka-Świerczewo, Jabłoń-Rykacze, Jabłoń-Uszyńskie, Kalinowo-Czosnowo, Mazury, Michałki, Miodusy-Litwa, Miodusy-Stasiowięta, Miodusy-Stok, Miodusy Wielkie, Mścichy, Mystki-Rzym, Nowa Ruś, Nowe Osipy, Osipy-Kolonia, Osipy-Lepertowizna, Osipy-Wydziory Drugie, Osipy-Wydziory Pierwsze, Osipy-Zakrzewizna, Rębiszewo-Studzianki, Sokoły-Jaźwiny, Stara Ruś, Stare Osipy, Święck-Nowiny, Święck Wielki, Trzeciny, Tybory-Jeziernia, Tybory-Kamianka, Tybory-Misztale, Tybory-Olszewo, Tybory-Trzcianka, Tybory-Wólka, Tybory-Żochy, Wiśniówek, Wiśniówek-Kolonia, Wólka Duża, Wólka Mała, Wróble, Zawrocie-Nowiny

## Sąsiednie gminy
Czyżew, Kołaki Kościelne, Kulesze Kościelne, Nowe Piekuty, Sokoły, Szepietowo, Wysokie Mazowieckie, Zambrów

## Galeria

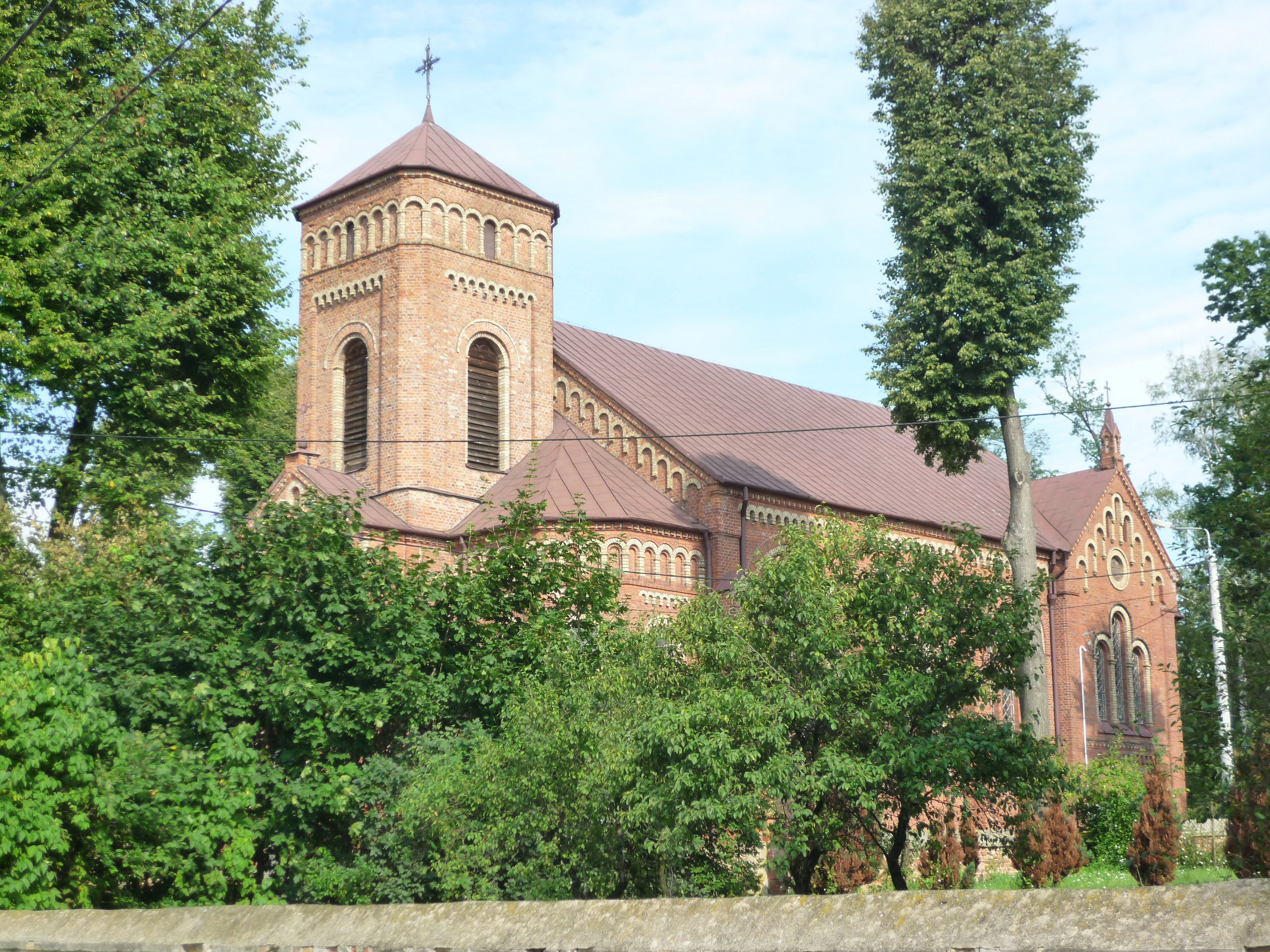
Jabłonka Kościelna
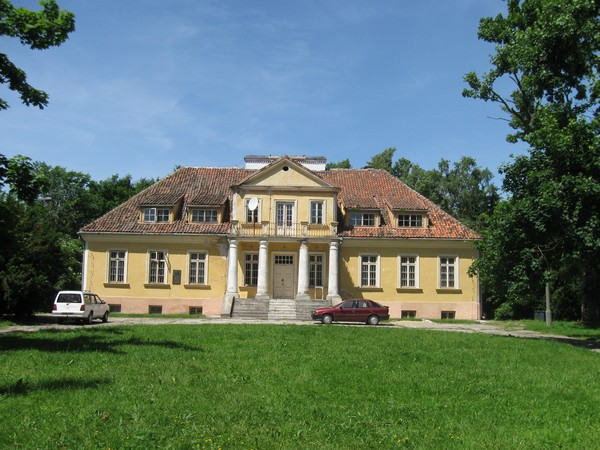
Tybory-Kamianka
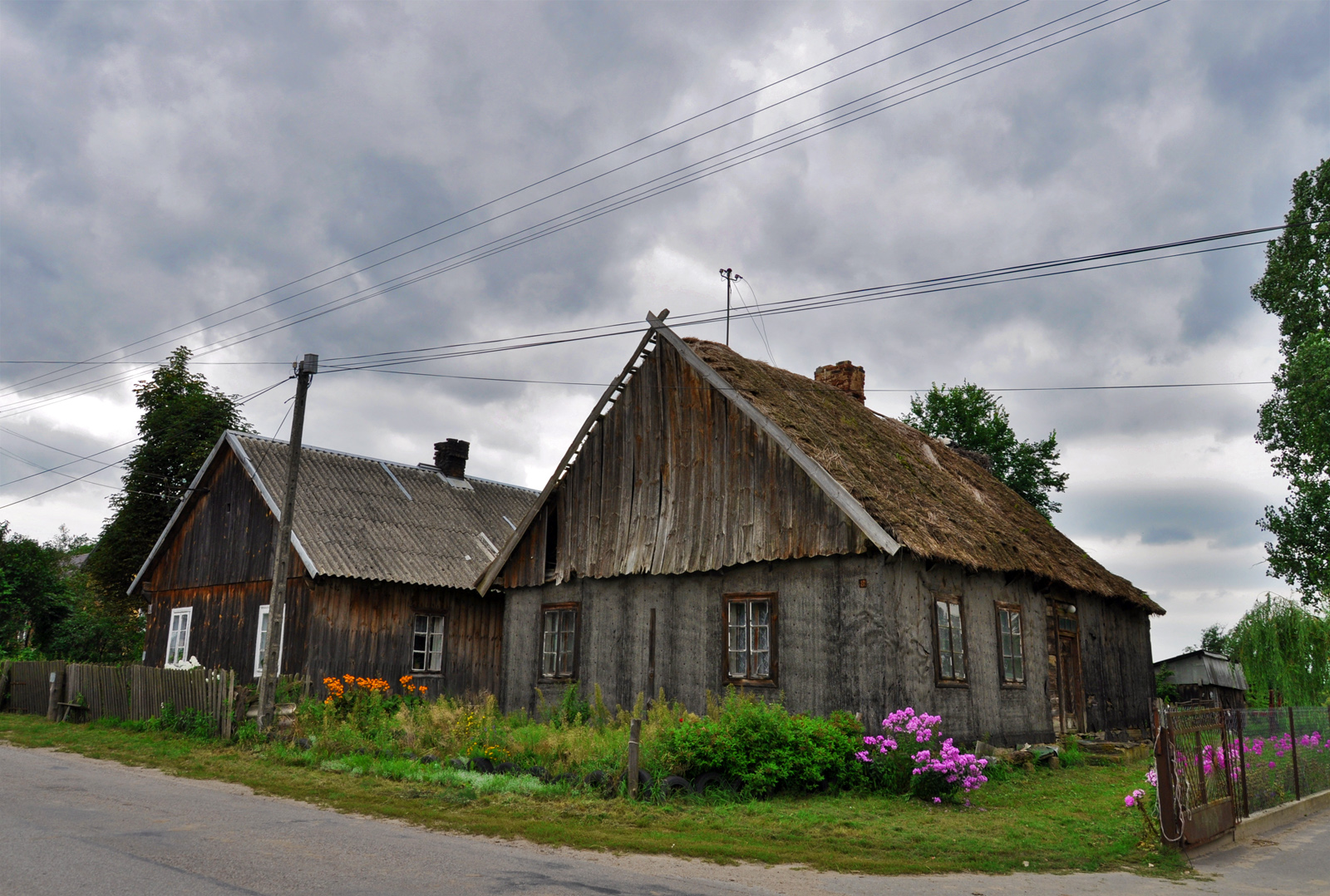
Mścichy
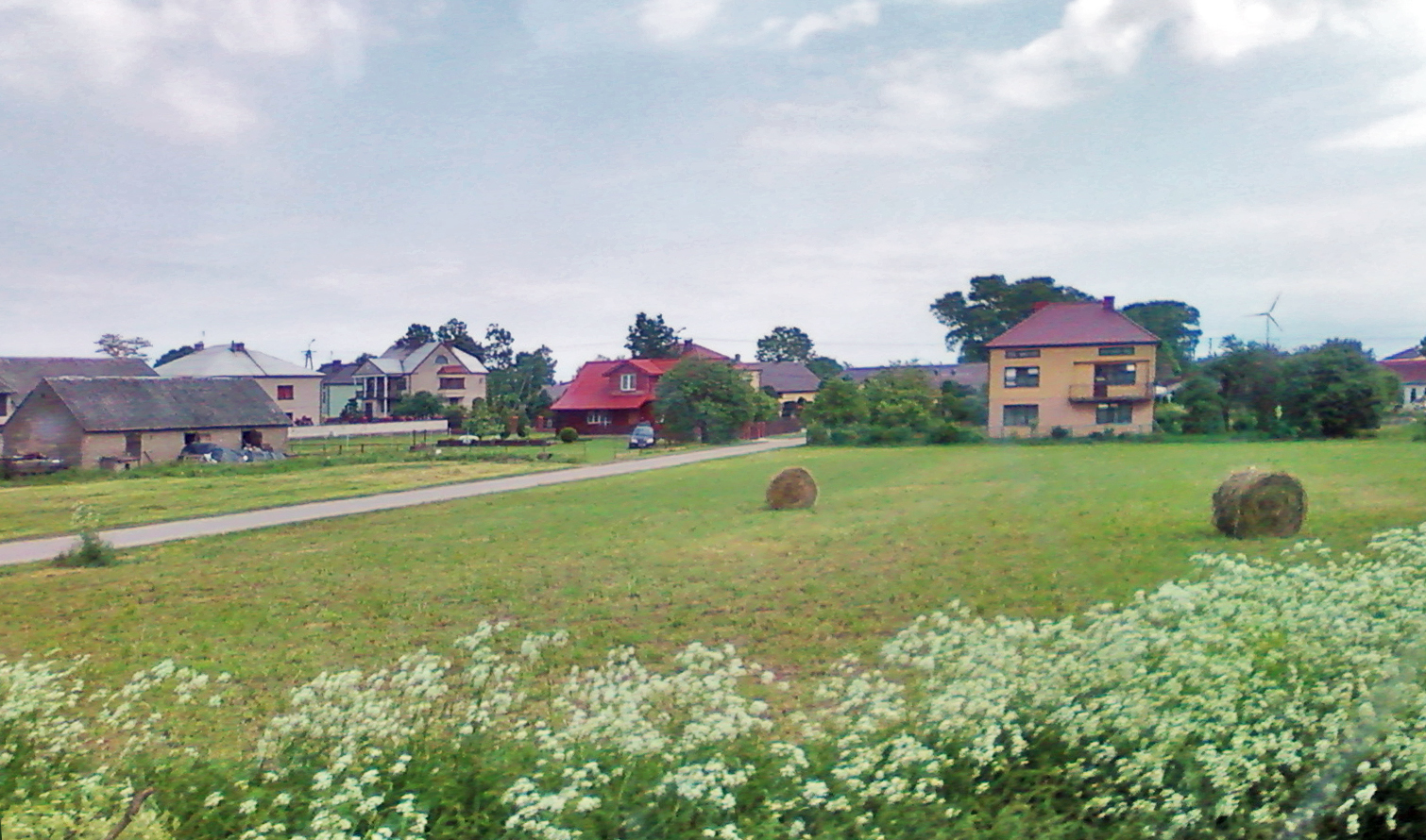
Mystki-Rzym
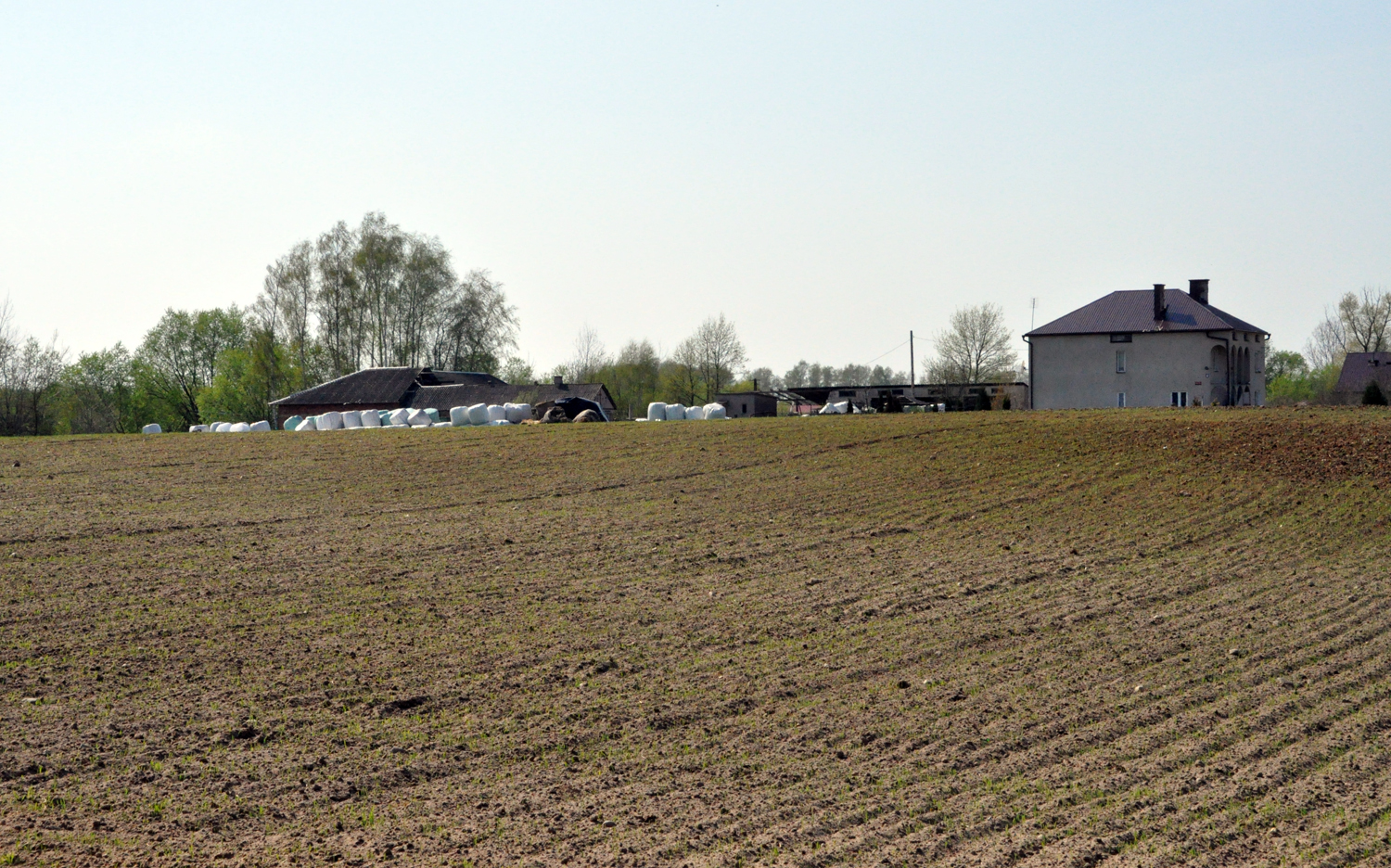
Osipy-Zakrzewizna
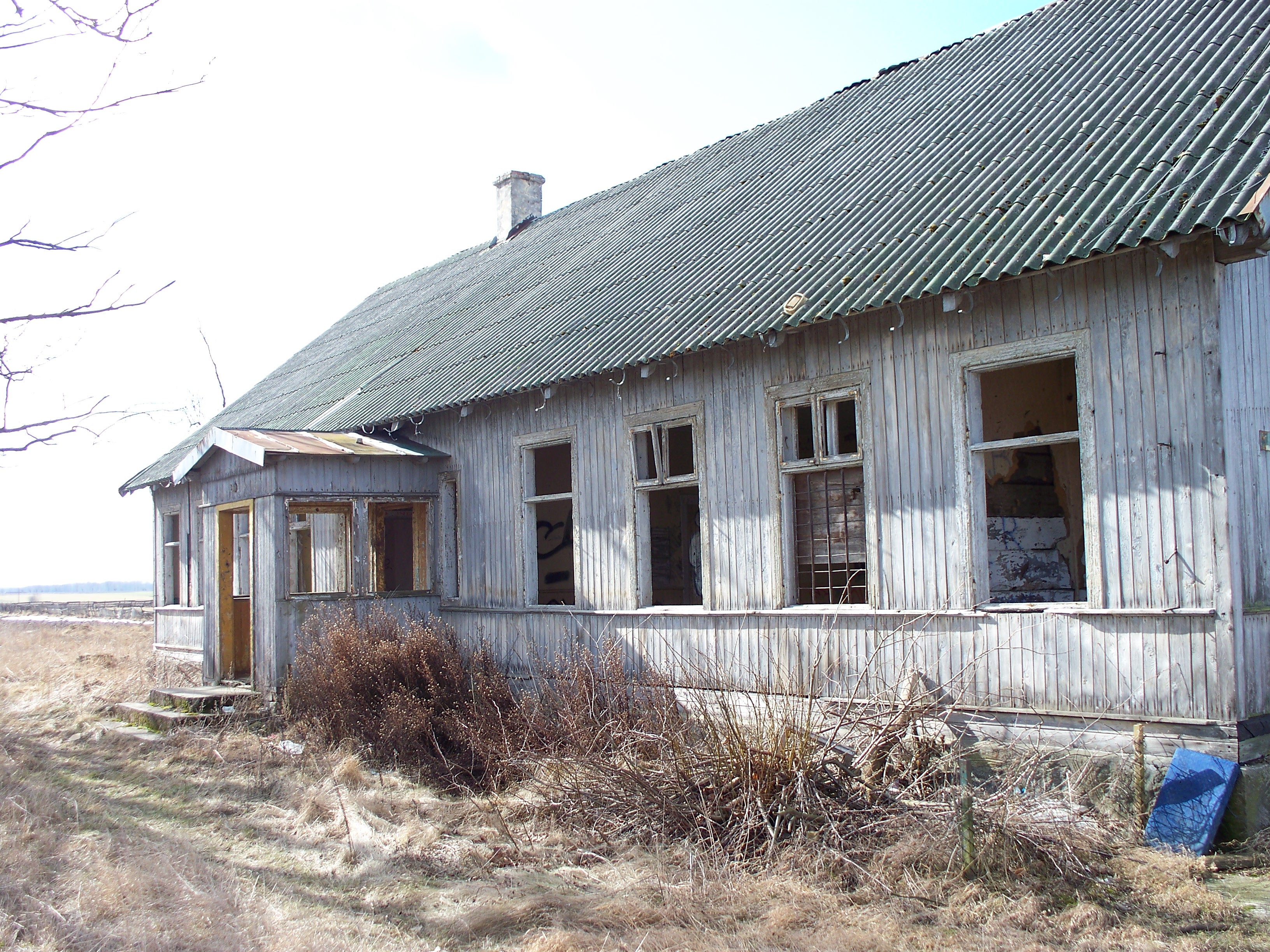
Brzóski-Tatary